# Албaтрос B.I
Албатрос B.I је једномоторни, двокрилни авион кога је пре и у току Првог светског рата развила и производила немачка фирма Albatros Flugzeugwerke за потребе немачког ваздухопловства и ратне морнарице а на основу лиценце Phönix Flugzeugwerke из Беча за потребе Аустроугарског ваздухопловства. Авион се користио испочетка као извиђач, да би се при крају своје употребе користио за обуку пилота.

## Пројектовање и развој
Главни инжењер Албатроса Хуго Грохман је конструисао изванредан дрвени труп авиона заснован на полумонокок конструкцији ова конструкција се одликовала задовољавајућом чврстином и минималном масом трупа. На бази тога 1913. године инжењери Ернст Хајнкел и Роберт Телен су пројектовали двокрилни авион који је добио назив Албатрос DD. Када је извршена класификација немачких војних авиона овај авион је добио званични назив Албaтрос B.I.

## Технички опис
Труп му је правоугаоног попречног пресека, полумонокок конструкције. Предњи део, у коме је био смештен мотор је био делимично обложен алуминијумским лимом, на коме су се налазили отвори за излазак топлог ваздуха из моторског простора а остали део трупа је био облепљен дрвеном лепенком. У трупу су се налазиле две одвојене отворене кабине у тандем распореду (једна иза друге). У првој кабини је седео извиђач а пилот на другој позицији.
Овај авион је користио као мотор линијски течношћу хлађени мотор Мерцедес D.I снаге 105KS на чијем вратилу је била насађена дрвена двокрака вучна елиса фиксног корака. На спољним бочним страницама трупа у нивоу предње кабине, постављени су хладњаци за хлађење расхладне течности мотора.
Крила су била дрвене конструкције пресвучена импрегнираним платном релативно танког профила. Крила су између себе била повезана са четири пари паралелних упорница. Затезачи су били од клавирске челичне жице. Крилца за управљање авионом су се налазила на горњим крилима. Крила су била правоугаоног облика са полукружним крајевима. Доње крило је било нешто краће од горњег крила. Конструкције репних крила и вертикални стабилизатор као и кормило правца су била направљена од дрвета пресвучена платном. Хоризонтални репни стабилизатори су били упорницама са доње стране ослоњени на труп авиона.
Стајни трап је био класичан, фиксан са крутом осовином и бицикл точковима. Амортизација удара при слетању авиона се обављала помоћу гумених каишева а на репном делу се налазила еластична дрвена дрљача.
Авион није био наоружан.

## Варијанте
Варијанте овог авиона су се у Немачкој међусобно разликовале по уграђиваним моторима Мерцедес или Бенц од 75, 100 и 120 KS. С обзиром да су се ови авиони производили у фабрикама у Немачкој, Аустроугарској и Русији због специфичности технологија и иновацијама у тим фабрикама и њихови коначни производи су се међусобно разликовали.

### Аустроугарске варијанте
Двокрилац (Албатрос B.I) са по три пара правих упорница на сваком крилу  развијен је у Немачкој. Као пандам томе  у Аустрији је изграђена  варијанта са само два пара подупирача по крилу. Први прототип овог типа саградио је крајем 1914. Аусријски Албатрос  из Беча а авион је добио бројну ознаку 20.01. Опитовање овог авиона је трајало до средине 1915. године. Овај авион је сачуван до данашњих дана. Чува се као музејски експонат у Бечком Војном музеју.
У Аустиском Албатросу под вођсвом проф. Рихарда Кнолера развијено је неколико варијанти ових авиона који су носили бројне ознаке производних серија
- 20.01 - Прототип са измењеним крилом и мотором Хиеро снаге 107 kW. 1914. год.
- 21.XX - Прва производа серија, отклоњени уочени недостатци прототипа, са мотором Хиеро снаге 107 kW.1915. год.
- 22.ХХ (Кнолер-Албатрос B.I) - Друга производна серија, крило са 3 пара косих упорница и мотором Хиеро снаге 118 kW. 1915. год.
- 23.ХХ (Кнолер-Албатрос B.I) - Трећа производна серија, крило са 3 пара косих упорница и мотором Хиеро снаге 107 kW. 1915. год.
- 24.ХХ (Кнолер-Албатрос B.I) - Четврта производна серија, крило са 3 пара косих упорница и мотором Хиеро снаге 107 kW. 1915. год.

### Руске варијанте
На основу једног заробљеног авиона Албaтрос B.I у Петровградској фабрици вагона (Русско-Балтиҋского вагонного завода) конструктор В.А. Лебедев је пројектовао неколико варијанти двокрилих двоседих извиђачких авиона са размахом крила од 13,00 до 14,50 m и површином крила од 39,00 до 43,60 m². У ове авионе су уграђивани немачки ремонтовани мотори Мерцедес од 100 и 150 KS, Бенц од 120, 140 и 150 KS и Мајбах 160 KS. Ове варијанте авиона имале су јединствену ознаку "Лебедев XI". Варијанта овог авиона са руским радијалним  мотором Салмсон носила је ознаку "Лебедев XII". Након ове варијанте Лебедев је наставио усавршавање овог авиона а оне су добијале ознаке 13, 15, 16, 17, 18, 21 и 24. Углавном су то била побољшања и експериментисање са моторима Рено, Рон, Хиспано и Фиат.

## Оперативно коришћење
Авиони Албaтрос B.I су се производили у Немачкој, Аустроугарској и Русији па је укупан број произведених примерака веома тешко проценити. Почетком Првог светског рата коришћен је као ненаоружани извиђачки авион, на Западном фронту, Руском фронту и на Српском (Балканском) ратишту. Иако је позиција (први кокпит) извиђача била неповољна јер му је поглед на горе и доле био ометен крилима а поглед напред цилиндрима и издувном граном мотора, посада је због квалитета овог авиона радо летела њиме. Из службе са предњих линија фронта повучен је 1915. До краја рата коришћен је у ваздухопловним школама за обуку пилота. Хидро верзија летелице са пловцима имала је ознаку Albatros W-I (фабричка ознака -  Albatros WDD ) и користила се у поморским јединицама Немачке ратне морнарице.

## Земље које су користиле овај авион
- Аустроугарска
- Бугарска
- Немачко царство
- Холандија (после рата)
- Пољска (5 примерака после рата[6])
- Турска